# Santa Paolina
Santa Paolina é uma comuna italiana da região da Campania, província de Avellino, com cerca de 1.431 habitantes. Estende-se por uma área de 8 km², tendo uma densidade populacional de 179 hab/km². Faz fronteira com Montefusco, Montemiletto, Prata di Principato Ultra, Torrioni, Tufo.

## Demografia
| Variação demográfica do município entre 1861 e 2011                               |
|                                                                                   |
| Fonte: Istituto Nazionale di Statistica (ISTAT) - Elaboração gráfica da Wikipedia |